# Cascadas de Agua Azul
Die Cascadas de Agua Azul (Wasserfälle des blauen Wassers) sind Wasserfälle auf dem sogenannten Gringo Trail im mexikanischen Bundesstaat Chiapas. Die Fälle befinden sich 69 Kilometer südwestlich von Palenque an der Straße nach Ocosingo und werden beidseitig von tropischem Regenwald flankiert. In einem Seitengewässer findet sich flussabwärts der Wasserfall Misol-Ha.
Insgesamt bestehen die Wasserfälle aus über 500 einzelnen Kaskaden, die eine Höhe von zwei bis 30 Metern erreichen. Der hohe Mineraliengehalt des Wassers verleiht der Wasserfallkaskade ein sehr intensives Leuchten, die Farbigkeit wandeln sich von Becken zu Becken. Während der Trockenzeit sind Farben von Azurblau bis hin zu dunklem Smaragdgrün zu sehen. In der Regenzeit sind die Fälle braun.
Aufgrund des hohen Kalkgehaltes des Wassers gibt es auch zahlreiche Tropfsteinformationen entlang der Kaskade. Die Fälle erstrecken sich über eine Distanz von etwa sechs Kilometern und stellen eine touristische Sehenswürdigkeit dar; zwischen den breiten, meist niedrigen Kaskaden existieren auch Bademöglichkeiten. Doch nicht alle Becken sind zum Baden geeignet, zahlreiche für Ertrunkene errichtete Kreuze warnen hier. Besichtigt werden können nur die unteren zwei bis drei Kilometer; der obere Teil der Kaskade wurde nach mehreren Überfällen zum militärischen Sperrgebiet erklärt.
Nach dem Erdbeben in Mexiko am 8. September 2017 verlagerte sich das Flussbett und bei den Wasserfällen versiegte das Wasser. Weil dadurch die für die Region wirtschaftlich wichtigen Touristen auszubleiben drohten, arbeiteten die Einwohner daran, das Wasser wieder in den ursprünglichen Lauf umzuleiten. Zwei Monate nach dem Beben ist das teilweise schon gelungen. Für eine vollständige Wiederherstellung des alten Wasserlaufes hoffen die Einwohner auf Unterstützung durch die Regierung mit schwerem Gerät.